# استوارت بیمسون
استوارت بیمسون (انگلیسی: Stuart Bimson؛ زادهٔ ۲۹ سپتامبر ۱۹۶۹) بازیکن فوتبال اهل بریتانیا است.
از باشگاه‌هایی که در آن بازی کرده‌است می‌توان به باشگاه فوتبال کمبریج یونایتد، باشگاه فوتبال بدفورد تاون، باشگاه فوتبال پرسکوت کابلس، باشگاه فوتبال کانوی ایسلند، باشگاه فوتبال مکلسفیلد تاون، باشگاه فوتبال بری، باشگاه فوتبال لینکولن سیتی، باشگاه فوتبال چلمزفورد سیتی، باشگاه فوتبال ساوتپورت، و باشگاه فوتبال آکرینگتون استنلی اشاره کرد.